# Resolutie 1371 Veiligheidsraad Verenigde Naties
Resolutie 1371 van de Veiligheidsraad van de Verenigde Naties werd unaniem door de VN-Veiligheidsraad aangenomen op 26 september 2001.

## Achtergrond
In 1980 overleed de Joegoslavische leider Tito, die decennialang de bindende kracht was geweest tussen de zes deelstaten van het land. Na zijn dood kende het nationalisme een sterke opmars, en in 1991 verklaarde onder meer Macedonië zich onafhankelijk. In tegenstelling tot andere delen van Joegoslavië bleef het er vrij rustig, tot 2001, toen Albanese rebellen in het noorden, aan de grens met Kosovo, in opstand kwamen. Daarbij werden langs beide zijden grof geweld gebruikt, en stond het land op de rand van een burgeroorlog. De NAVO en de EU kwamen echter tussen, en dwongen een akkoord af.

## Inhoud

### Waarnemingen
Macedonië had stappen ondernomen om een multi-etnische samenleving te worden. Op 13 augustus hadden de president en de vier politieke partijen in het land daarvoor een raamakkoord ondertekend.

### Handelingen
De Veiligheidsraad riep op resolutie 1345 en het raamakkoord volledig uit te voeren. Ook verwierp ze geweld met politieke doeleinden. De Europese Unie en de OVSE hadden waarnemers gestuurd om op de uitvoering van het akkoord toe te zien.

## Verwante resoluties
- Resolutie 1362 Veiligheidsraad Verenigde Naties
- Resolutie 1367 Veiligheidsraad Verenigde Naties
- Resolutie 1387 Veiligheidsraad Verenigde Naties (2002)
- Resolutie 1396 Veiligheidsraad Verenigde Naties (2002)

Lijst ·  1335 ·  1336 ·  1337 ·  1338 ·  1339 ·  1340 ·  1341 ·  1342 ·  1343 ·  1344 ·  1345 ·  1346 ·  1347 ·  1348 ·  1349 ·  1350 ·  1351 ·  1352 ·  1353 ·  1354 ·  1355 ·  1356 ·  1357 ·  1358 ·  1359 ·  1360 ·  1361 ·  1362 ·  1363 ·  1364 ·  1365 ·  1366 ·  1367 ·  1368 ·  1369 ·  1370 ·  1371 ·  1372 ·  1373 ·  1374 ·  1375 ·  1376 ·  1377 ·  1378 ·  1379 ·  1380 ·  1381 ·  1382 ·  1383 ·  1384 ·  1385 ·  1386